# نوبوهيرو دوي
نوبوهيرو دوي (باليابانية: 土井裕泰؛ بالكانا: どい のぶひろ) هو مخرج ياباني، ولد في 11 أبريل 1964 في هيروشيما في اليابان.

## وصلات خارجية
- نوبوهيرو دوي على موقع IMDb (الإنجليزية)
- نوبوهيرو دوي على موقع ألو سيني (الفرنسية)
- نوبوهيرو دوي على موقع أول موفي (الإنجليزية)
- نوبوهيرو دوي على موقع قاعدة بيانات الفيلم (الإنجليزية)
- نوبوهيرو دوي على موقع كينوبويسك (الروسية)